# Julian Jasinski
Julian Jasinski (* 27. April 1996 in Bochum) ist ein deutscher Basketballspieler. Der Flügelspieler gehört zum Aufgebot des polnischen Erstligisten Sokól Lańcut. Er ist der Bruder des Diskuswerfers Daniel Jasinski.

## Laufbahn
Jasinski spielte im Nachwuchsbereich für den VfL Bochum und für Phoenix Hagen. In der Saison 2014/15 gab er sein Debüt in Bochums Herrenmannschaft in der 2. Bundesliga ProB. 2015 schaffte er den Sprung in den Kader des Erstligisten Phoenix Hagen und kam dank einer Doppellizenz auch weiterhin für den VfL zum Einsatz. In der Saison 2016/17 war in ähnlicher Konstellation für Hagen und für den Regionalligisten EN Baskets Schwelm spielberechtigt. Da Phoenix im Laufe des Spieljahres die Bundesliga-Lizenz entzogen wurde, konzentrierte er sich nach dem erzwungenen Rückzug Hagens auf seine Einsätze mit den Schwelmern, mit denen er den Meistertitel in der West-Staffel der Regionalliga gewann.
Im Juni 2017 wurde Jasinski vom Bundesligisten Telekom Baskets Bonn verpflichtet. Zur Saison 2018/2019 wechselte Jasinski zudem via Doppellizenz in den Kader des ProB-Ligisten Dragons Rhöndorf, verblieb aber weiterhin im Kader der Telekom Baskets. Bis zum Ende der Saison 2018/19 bestritt er 29 Bundesliga-Spiele für Bonn, schaffte den Durchbruch in der höchsten deutschen Liga aber nicht. In der Sommerpause 2019 wechselte er ins Heimatland seines Vaters Miroslaw zum polnischen Erstligisten BC Zielona Góra. Im Januar 2020 wechselte er innerhalb Polens zum Zweitligisten Miasta Szkła Krosno.
Anfang November 2020 gab der VfL Bochum (2. Bundesliga ProB) Jasinskis Rückkehr bekannt. Er wurde im Spieljahr 2020/21 in 17 Partien eingesetzt (5,6 Punkte, 4,8 Rebounds/Spiel), an dessen Ende der Aufstieg in die 2. Bundesliga ProA stand. Er verließ die Bochumer nach dem Saisonende 2020/21 und ging zum polnischen Zweitligisten Miasta Szkła Krosno zurück. Für die Mannschaft erzielte er in der Spielzeit 2021/22 in 24 Begegnungen im Schnitt 16,1 Punkte sowie 9,7 Rebounds je Begegnung. Zur Saison 2021/22 wechselte Jasinski zum Erstligisten Sokól Lańcut. Wegen einer Knieverletzung, die er im Oktober 2022 erlitt, bestritt Jasinski nur drei Ligaspiele für die Mannschaft.